# Mongolské ajmagy
Ajmag (mongolsky аймаг) je slovo, které v mongolských a tureckých jazycích znamená kmen. V Mongolsku (a Číně) je použito pro pojmenování administrativních jednotek.
V Mongolsku jsou ajmagy administrativní jednotky nejvyšší úrovně. Každý ajmag se dělí na několik somon. Hlavní město Ulánbátar je spravováno zvlášť.

## Přehled ajmagů

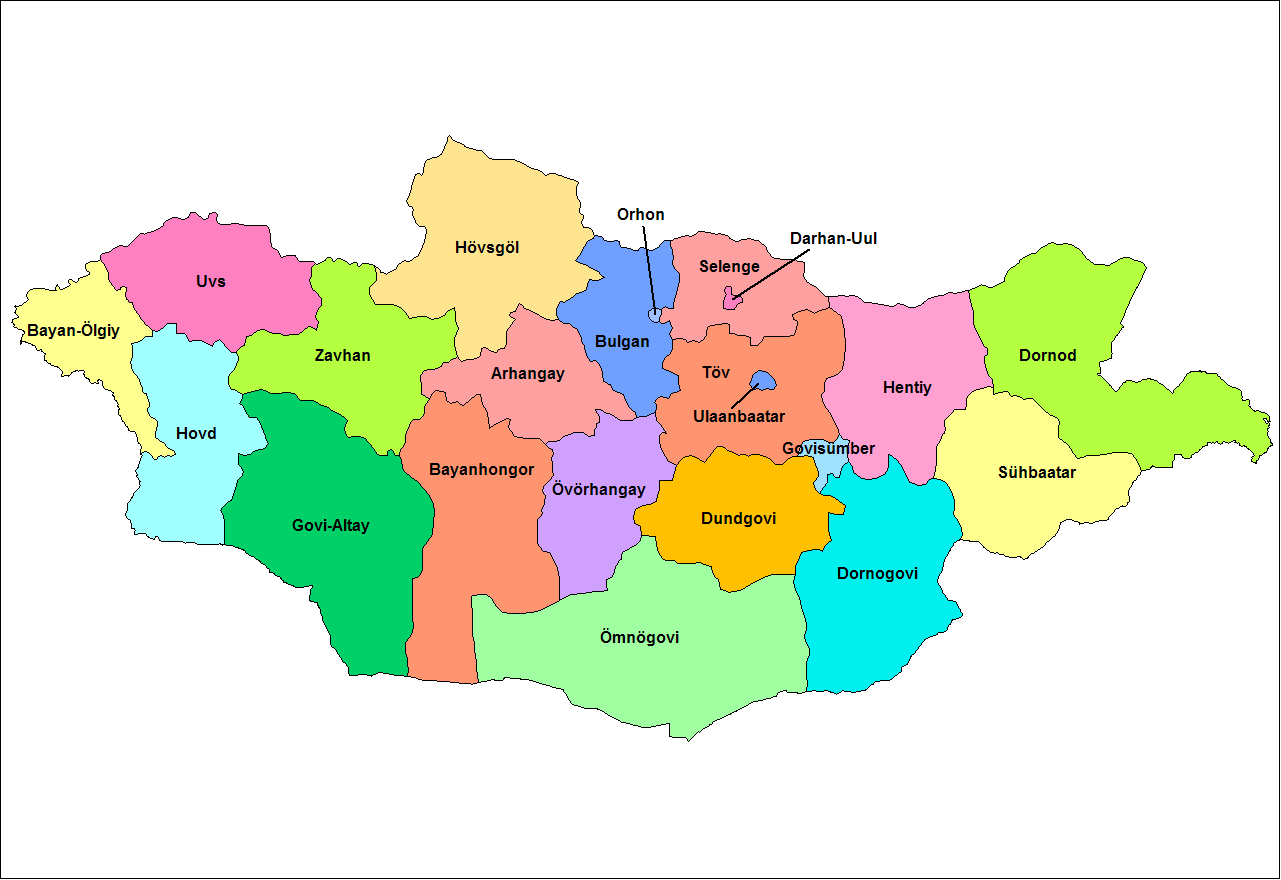
Mongolské ajmagy

Ajmag ve staromongolském písmu

| ISO kód | Ajmag                  | mongolsky   | Hlavní město | mongolsky   |
| ------- | ---------------------- | ----------- | ------------ | ----------- |
| MN-069  | Bajanchongorský ajmag  | Баянхонгор  | Bajanchongor | Баянхонгор  |
| MN-071  | Bajanölgijský ajmag    | Баян-Өлгий  | Ölgij        | Өлгий       |
| MN-067  | Bulganský ajmag        | Булган      | Bulgan       | Булган      |
| MN-047  | Centrální ajmag        | Төв         | Zúnmod       | Зуунмод     |
| MN-037  | Darchanúlský ajmag     | Дархан-Уул  | Darchan      | Дархан      |
| MN-065  | Gobialtajský ajmag     | Говь-Алтай  | Altaj        | Алтай       |
| MN-064  | Gobisümberský ajmag    | Говь-Сүмбэр | Čojr         | Чойр        |
| MN-039  | Chentijský ajmag       | Хэнтий      | Öndörchán    | Өндөрхаан   |
| MN-043  | Chovdský ajmag         | Ховд        | Chovd        | Ховд        |
| MN-041  | Chövsgölský ajmag      | Хөвсгөл     | Mörön        | Мөрөн       |
| MN-053  | Jihogobijský ajmag     | Өмнөговь    | Dalanzadgad  | Даланзадгад |
| MN-055  | Jihochangajský ajmag   | Өвөрхангай  | Arvajchér    | Арвайхээр   |
| MN-035  | Orchonský ajmag        | Орхон       | Erdenet      | Эрдэнэт     |
| MN-049  | Selengský ajmag        | Сэлэнгэ     | Süchbátar    | Сүхбаатар   |
| MN-073  | Severochangajský ajmag | Архангай    | Cecerleg     | Цэцэрлэг    |
| MN-059  | Středogobijský ajmag   | Дундговь    | Mandal Gov   | Мандал-Говь |
| MN-051  | Süchbátarský ajmag     | Сүхбаатар   | Barún Urt    | Баруун-Урт  |
| MN-046  | Uvský ajmag            | Увс         | Ulángom      | Улаангом    |
| MN-061  | Východní ajmag         | Дорнод      | Čojbalsan    | Чойбалсан   |
| MN-063  | Východogobijský ajmag  | Дорноговь   | Sajnšand     | Сайншанд    |
| MN-057  | Zavchanský ajmag       | Завхан      | Uliastaj     | Улиастай    |

### Historie
Po připojení vnějšího Mongolska (tedy území dnešního Mongolska) bylo toto rozděleno ve tři ajmagy – Secenchánský, Tüšetuchánský a Džasaktuchánský, od roku 1725 i Sajn-nojonchánský. Samostatné postavení měla Chovdská oblast a pohraniční regiony.
Po vyhlášení nezávislosti Mongolska v roce 1921 zůstalo vnitřní Mongolsko součástí Číny a Tannu Tuva se stala nezávislou republikou (dnes autonomní Tuvinská republika v Rusku). Nově vzniklá Mongolská lidová republika vzala stávající uspořádání za své počáteční.
Po skončení nevyhlášené sovětsko-japonské pohraniční války (1938–1939) proběhla v roce 1941 reorganizace administrativního uspořádání, jejímž výsledkem byly ajmagy. Vznikly Severochangajský ajmag, Čojbalsanský ajmag, Východogobijský ajmag, Zavchanský ajmag, Chentijský ajmag, Chovdský ajmag, Chövsgölský ajmag, Jihogobijský ajmag, Jihochangajský ajmag, Centrální ajmag a Uvský ajmag. Dlouhý pás jižní Gobi připadl v roce 1954 zpět Číně. Administrativní rozdělení bylo dokončeno vytvořením dalších ajmagů. Byly to Bajanchongorský ajmag, Bajanölgijský ajmag, Bulganský ajmag, Středogobijský ajmag, Gobialtajský ajmag a Süchbátarský ajmag. Selengský ajmag se od Centrálního ajmagu oddělil o dva roky později.
Čojbalsanský ajmag byl přejmenován na Východní ajmag v roce 1963 a hlavní město Ulánbátar se oddělilo od Centrálního ajmagu a vytvořilo zvláštní oblast na úrovni ajmagu. Stejný status dostala nově vzniklá průmyslová centra Darchan (1961 v Selengském ajmagu) a Erdenet (1975 v Bulganském aymagu). V roce 1994 byly dva somon odděleny od Bulganského ajmagu a okolo města Erdenet byl vytvořen Orchonský ajmag a dále byly čtyři somon odděleny od Selengského aymagu a byl vytvořen Darchanúlský ajmag okolo Darchanu a zároveň byl ukončen speciální status obou měst. Gobisümberský ajmag vznikl v roce 1996 oddělením od Východogobijského ajmagu.